# Млоньєні
Млоньє́ні (англ. Mlonyeni) — традиційна громада у складі дистрикту Мчинджі Центрального регіону Малаві.
Населення — 57408 осіб (2018).